# راسموس مارتينسن
راسموس مارتينسن (بالنرويجية البوكمول: Rasmus Martinsen)‏ هو لاعب كرة قدم نرويجي في مركز الوسط، ولد في 14 أبريل 1996 في ستافانغر في النرويج. لعب مع نادي فيكينغ.